# یوسوکه یوزاوا
یوسوکه یوزاوا (انگلیسی: Yosuke Yuzawa؛ زادهٔ ۱۶ اکتبر ۱۹۹۰) بازیکن فوتبال اهل ژاپن است.